# Pachycondyla lamottei
Pachycondyla lamottei är en myrart som först beskrevs av Bernard 1953.  Pachycondyla lamottei ingår i släktet Pachycondyla och familjen myror. Inga underarter finns listade i Catalogue of Life.